# Hội Dược liệu Việt Nam
Hội Dược liệu Việt Nam hay Hiệp hội Dược liệu Việt Nam là tổ chức xã hội - nghề nghiệp phi lợi nhuận của những người và tổ chức làm việc trong lĩnh vực nghiên cứu và giảng dạy về phát triển nuôi trồng dược liệu tại Việt Nam 
Hội có tên giao dịch tiếng Anh là Vietnam Materials for Medicines, viết tắt là VIMAMES .
Hội Dược liệu được thành lập theo phê duyệt tại Quyết định số 14/1999/QĐ-TCCP ngày 28/5/1999 của Ban Tổ chức Chính phủ. Bản Điều lệ đầu tiên của Hội Dược liệu được phê duyệt tại Quyết định số 47/1999/QĐ-BTCCBCP ngày 9/11/1999.
Trụ sở Hội đặt tại địa chỉ Phòng 302 Nhà Y3, ngõ 135 phố Núi Trúc, phường Kim Mã, quận Ba Đình, thành phố Hà Nội.
Hội xuất bản tạp chí Cây thuốc quý .